# Alien Weaponry
Alien Weaponry (englisch Fremde Waffen) ist eine neuseeländische Groove-Metal-Band aus Waipu. Alle drei Bandmitglieder stammen von den Māori ab, den neuseeländischen Ureinwohnern. Die Texte werden sowohl in Englisch als auch in der Sprache der Māori verfasst. Im Jahre 2018 wurde die Band bei den New Zealand Music Awards in der Kategorie Best Rock Artist ausgezeichnet.

## Geschichte

### Frühe Jahre (2010 bis 2018)
Die Band wurde im Jahre 2010 in Auckland von den damals erst zehn bzw. acht Jahre alten Brüdern Henry (Schlagzeug) und Lewis de Jong (Gesang, Gitarre) gegründet. Der Bandname stammt aus dem Science-Fiction-Film District 9. Nachdem der Bass zunächst von Wyatt Channings gespielt wurde, schloss sich im Jahre 2013 Ethan Trembath der Band an. 2013 gewann die Band den dritten Platz beim landesweiten Schulwettbewerb Smokefreerockquest. Es folgten Auftritte im Vorprogramm von Devilskin und Shihad. Von der staatlichen Kulturförderungsbehörde NZ On Air erhielten sie zweimal jeweils 10.000 Neuseeland-Dollar für die Produktion von Musikvideos. Gleichzeitig führte das britische Magazin Metal Hammer Alien Weaponry auf ihrer Liste der zehn besten neuseeländischen Metalbands. Bei den New Zealand Music Awards 2017 wurden Alien Weaponry in der Kategorie Best Māori Artist nominiert. Der Preis ging jedoch an den Sänger Teeks. Nachdem die Band bereits einige EPs veröffentlicht hatte, wurden Alien Weaponry im Februar 2018 vom österreichischen Plattenlabel Napalm Records unter Vertrag genommen.

### Tū(2018 bis 2020)
Am 1. Juni 2018 veröffentlichte die Band ihr Debütalbum Tū. Der Titel des Albums stammt aus der Māori-Sprache und bedeutet Wunde. Das Album wurde in Neil Finns Roundhead Studios in Auckland aufgenommen und von Tom Larkin produziert und erreichte Platz fünf der neuseeländischen Albumcharts. Für das Lied Raupatu wurde die Band mit dem APRA Maioha Award ausgezeichnet. In dem Lied geht es um den im Jahre 1863 beschlossenen New Zealand Settlements Act, mit dem die Regierung fähig wurde, Land der Māori ohne Entschädigung zu konfiszieren. Im Sommer 2018 spielte die Band auf europäischen Festivals wie dem Bloodstock Open Air, Metaldays, Summer Breeze und dem Wacken Open Air und tourte im Vorprogramm von Ministry durch Nordamerika. Bei den New Zealand Music Awards 2018 wurden Alien Weaponry in der Kategorie Best Rock Artist ausgezeichnet und erhielten darüber hinaus noch Nominierungen in den Kategorien Best Group, Best Māori Artist und Album of the Year.

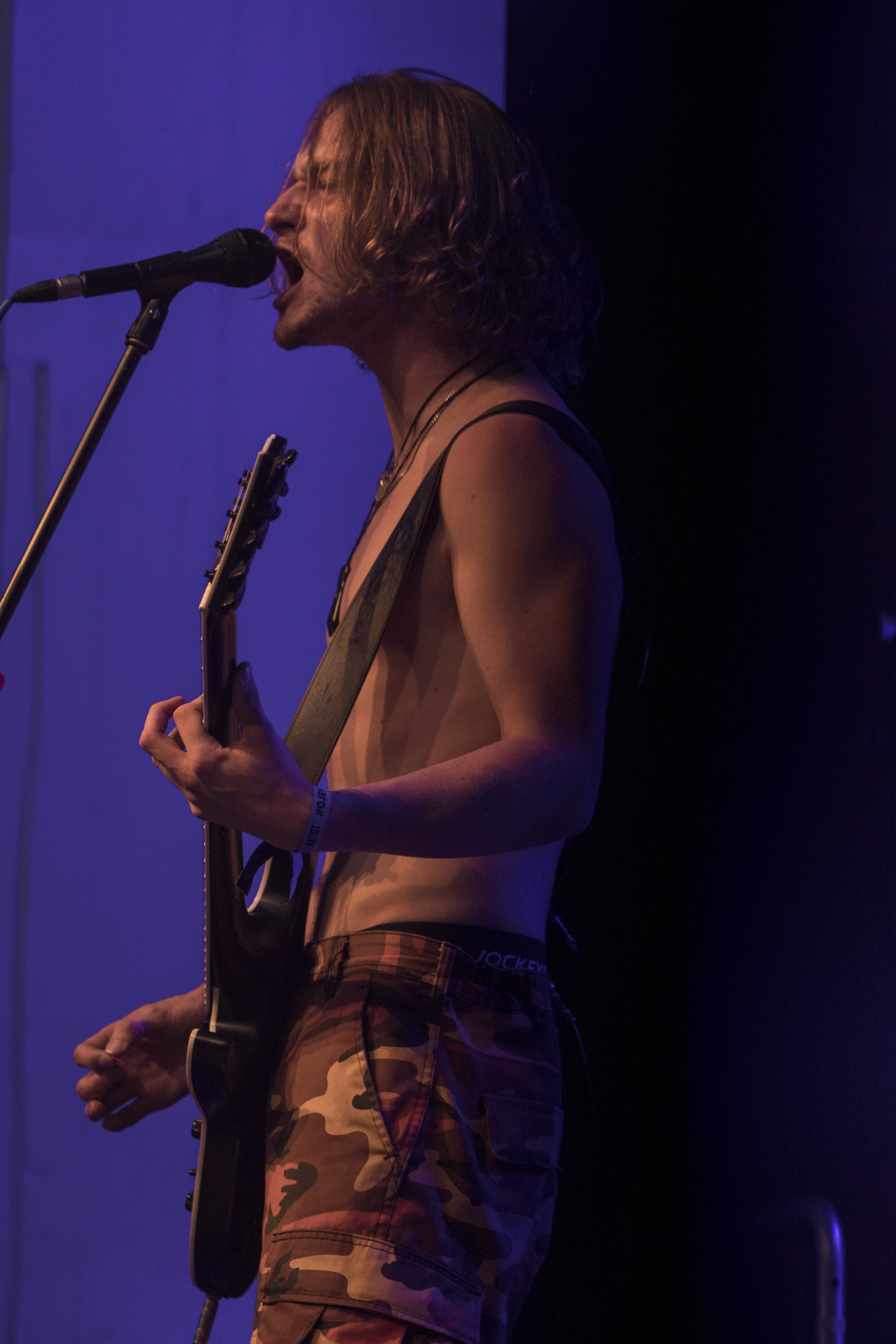
Sänger Lewis de Jong (2019)

Im Dezember 2018 verwendete die WWE das Lied Hold My Breath für das Wrestling-Event NXT TakeOver: Phoenix. Am 17. Februar 2019 veröffentlichte die Band in Zusammenarbeit mit Radio New Zealand die zehnteilige Dokumentation Alien Weaponry Shake Europe. Im Sommer 2019 folgten Auftritte bei den europäischen Festivals Alcatraz Hard Rock & Metal Festival, Brutal Assault, Copenhell, Download-Festival, Dynamo Metal Fest, Hellfest, Metaldays, Resurrection Fest und Tuska Open Air Metal Festival sowie den nordamerikanischen Festivals Chicago Open Air und Epicenter. Anschließend tourte die Band zusammen mit Anthrax im Vorprogramm von Slayer durch Europa. Das Konzert in der Stuttgarter Hanns-Martin-Schleyer-Halle am 3. August 2019 war Slayers letztes Konzert in Europa. Anschließend tourten Alien Weaponry mit The Black Dahlia Murder im Vorprogramm von Black Label Society durch Nordamerika. Im Sommer 2020 verließ Ethan Trembath die Band und wurde durch Tūranga Morgan-Edmonds ersetzt, einen Schulfreund der de-Jong-Brüder. Ebenfalls wurde Rick Sales neuer Manager der Band, der ansonsten Bands wie Slayer, Gojira, Mastodon und Ghost betreut.

### Tangaroa(seit 2021)
Im Sommer 2021 spielten Alien Weaponry auf den US-amerikanischen Festivals Aftershock Festival und Welcome to Rockville, bevor am 17. September 2021 das zweite Studioalbum Tangaroa veröffentlicht wurde. Bei Tangaroa handelt es sich um die Māori-Gottheit der Meere. Darüber hinaus bezieht sich der Titel auch auf die Energie des Wassers. Das Album erreichte Platz 19 der neuseeländischen, Platz 98 der deutschen und Platz 85 der Schweizer Albumcharts. Für Januar bis März 2022 wurden Alien Weaponry gemeinsam mit Employed to Serve als Vorgruppen der Europatournee von Gojira bestätigt.

## Stil
Die Musik von Alien Weaponry wird in der Regel als Thrash Metal bzw. Groove Metal klassifiziert. Die drei Bandmitglieder nennen Gruppen wie Lamb of God, Rage Against the Machine und System of a Down als ihre Haupteinflüsse. Darüber hinaus wurden die Musiker auch von der Kultur ihrer Vorfahren beeinflusst und benutzen neben der klassischen Metal-Instrumentierung aus Gitarre, Bass und Schlagzeug auch einige der traditionellen Māori-Instrumente, die taonga pūoro genannt werden. Laut Henry de Jong hätten sowohl der Musikstil als auch die Botschaften der Band viele Ähnlichkeiten mit dem Haka, dem rituellen Tanz der Māori. Die Texte sind sowohl in englischer als auch in der Māori-Sprache verfasst. Die in der Māori-Sprache verfassten Texte behandeln Themen aus der Geschichte des Volkes und der Kultur. Großtaten ihrer Vorfahren werden genauso thematisiert wie die Folgen der britischen Kolonisierung Neuseelands. Weitere Themen sind unter anderem die durch die Menschheit verursachte Umweltverschmutzung.
Katrin Riedl vom deutschen Magazin Metal Hammer schrieb, dass jeder derzeit nicht an Alien Weaponry vorbeikommt, der „Sepulturas Roots für einen unverzichtbaren Beitrag zum Metal hält und sich gerne mit Collagen aus harten Riffs und Elementen fremdländischer Kulturen auseinandersetzt“. Der britische Metal Hammer bezeichnete die Band im Sommer 2021 als die „Zukunft des Metal“.

## Diskografie

### Alben
| Jahr | Titel Musiklabel        | Höchstplatzierung, Gesamtwochen, AuszeichnungChartplatzierungen (Jahr, Titel, Musiklabel, Platzierungen, Wochen, Auszeichnungen, Anmerkungen) | Höchstplatzierung, Gesamtwochen, AuszeichnungChartplatzierungen (Jahr, Titel, Musiklabel, Platzierungen, Wochen, Auszeichnungen, Anmerkungen) | Höchstplatzierung, Gesamtwochen, AuszeichnungChartplatzierungen (Jahr, Titel, Musiklabel, Platzierungen, Wochen, Auszeichnungen, Anmerkungen) | Anmerkungen                              |
| Jahr | Titel Musiklabel        | DE | CH | NZ | Anmerkungen                              |
| ---- | ----------------------- | --- | --- | --- | ---------------------------------------- |
| 2018 | Tū Napalm Records       | — | — | NZ5 (2 Wo.)NZ | Erstveröffentlichung: 1. Juni 2018       |
| 2021 | Tangaroa Napalm Records | DE98 (1 Wo.)DE | CH85 (1 Wo.)CH | NZ19 (1 Wo.)NZ | Erstveröffentlichung: 17. September 2021 |
| 2025 | Te Rā Napalm Records    | — | — | — | Erstveröffentlichung: 28. März 2025      |

### EPs
- 2014: The Zego Sessions
- 2016: Urutaa
- 2017: Raupatu
- 2017: Ru Ana Te Whenua
- 2018: Holding My Breath
- 2019: Ahi Kā
- 2019: Blinded

## Auszeichnungen
| Jahr | Kategorie         | für            | Resultat  |
| ---- | ----------------- | -------------- | --------- |
| 2017 | Best Māori Artist | Alien Weaponry | Nominiert |
| 2018 | Best Group        | Alien Weaponry | Nominiert |
| 2018 | Album of the Year | Tū             | Nominiert |
| 2018 | Best Rock Artist  | Alien Weaponry | Gewonnen  |
| 2018 | Best Māori Artist | Alien Weaponry | Nominiert |

| Jahr | Kategorie         | für            | Resultat |
| ---- | ----------------- | -------------- | -------- |
| 2018 | APRA Maioha Award | Alien Weaponry | Gewonnen |